# Crocidura pallida
Crocidura pallida — вид ссавців родини Soricidae. Це ендемік індонезійського острова Сулавесі, де він мешкає на висоті від 100 до 2500 метрів над рівнем моря. Голотип мав довжину від голови до крижа 140 мм, хвіст 62 мм, задні ноги 15 мм і вуха 8 мм. Він важив 11 г. Він має сіре або коричнево-сіре хутро на спині та блідо-сіре хутро на череві. Видова назва на латині означає «блідий» і вказує на колір ніг.